# Haploskupina P (Y-DNA)
Haploskupina P je haploskupina chromozómu Y lidské DNA, která je charakterizována genetickým markerem M45.
Tato haploskupina je předkem téměř všech dnešních Evropanů a také původních obyvatel amerického kontinentu. Zahrnuje též minimálně třetinu populace v oblasti Střední a Jižní Asie.
Haploskupina P se vyčlenila z haploskupiny K (M9). Vznikla zhruba před 35 000 až 40 000 lety severně od pohoří Hindúkuš, na Sibiři, v Kazachstánu nebo Uzbekistánu.
Později se z ní vyčlenily haploskupiny Q (M242) a R (M207).
Vedle typicky evropské/jihoasijské haploskupiny R a sibiřské/indiánské haploskupiny Q byly zaznamenány i jiné podskupiny, označované souhrnně jako P*. Vyskytují se u obyvatel Střední Asie, Sibiře, Východní Asie a na Dálném Východě. Významný výskyt haploskupiny P* byl zjištěn na ostrově Hvar v Jaderském moři u chorvatské Dalmácie, což může souviset s příchodem Avarů ze Střední Asie. Haploskupina P* byla zjištěna též mezi Aškenázy, Indiány a některými obyvateli Jižní Asie a Oceánie.
| Haploskupiny chromozómu Y lidské DNA (Y-DNA) |                                  |   |   |   |    |    |    |    |    |   |   |    |    |   |   |   |    |    |   |   |   |  |
|                                              | Poslední společný předek (Y-DNA) |   |   |   |    |    |    |    |    |   |   |    |    |   |   |   |    |    |   |   |   |  |
| \|                                           |                                  |   |   |   |    |    |    |    |    |   |   |    |    |   |   |   |    |    |   |   |   |  |
|                                              | A                                | A | A | A | BR |    |    |    |    |   |   |    |    |   |   |   |    |    |   |   |   |  |
|                                              |                                  |   | B | B | B  | CR | CR | CR | CR |   |   |    |    |   |   |   |    |    |   |   |   |  |
|                                              |                                  |   |   |   | C  | DE | DE | F  | F  | F | F | F  | F  |   |   |   |    |    |   |   |   |  |
|                                              |                                  |   |   |   |    | D  | E  |    |    | G | H | IJ | IJ | K | K | K | K  |    |   |   |   |  |
|                                              |                                  |   |   |   |    |    |    |    |    |   |   | I  | J  |   | L | M | NO | NO | P | P |   |  |
|                                              |                                  |   |   |   |    |    |    |    |    |   |   |    |    |   |   |   | N  | O  |   | Q | R |  |
|                                              |                                  |   |   |   |    |    |    |    |    |   |   |    |    |   |   |   |    |    |   |   |   |  |